# سید جمال‌الدین ارجمند
سید جمال‌الدین ارجمند (زادهٔ ۱۳۳۳ در جهرم) نمایندهٔ حوزهٔ انتخابیهٔ جهرم در دورهٔ هفتم مجلس شورای اسلامی بوده‌است.

## تاریخچه انتخابات
| سال  | انتخابات | رای    | درصد | رتبه  | نتیجه      |
| ---- | -------- | ------ | ---- | ----- | ---------- |
| ۱۳۸۲ | مجلس     | ۲۵٬۵۲۲ | ۳۱٫۰ | اول   | برنده      |
| ۱۳۸۶ | مجلس     | ۱۴٬۷۸۱ | ۱۴٫۶ | چهارم | رای نیاورد |
| ۱۳۹۴ | مجلس     | ۳۲٬۷۸۵ | ۳۰٫۵ | دوم   | رای نیاورد |
| ۱۴۰۲ | مجلس     | ۴٬۷۷۱  | ۶٫۰  | سوم   | رای نیاورد |